# Tenthredo sanctapetronellae
Tenthredo sanctapetronellae – gatunek błonkówki  z rodziny pilarzowatych i podrodziny Tenthredininae.
Gatunek ten opisany został w 2007 roku przez Attilę Harisa na podstawie pojedynczej samicy odłowionej w 1961 roku.
Błonkówka ta ma ciało o długości 12 mm. Głowa jej jest jaskrawo żółta z czarnymi znakami i ma bardzo gęsto punktowaną powierzchnię. Czułki są czarne z białymi trzema końcowymi członami i wierzchołkiem członu szóstego. Tułów jest żółto-czarny z rdzawobrązowym śródpiersiem. Na odnóżach obecne są barwy żółta, brązowa i czarna. Pazurki stóp odznaczają się ząbkiem wierzchołkowym dłuższym od przedwierzchołkowego. Przezroczyste skrzydła cechuje brązowe użyłkowanie i żółte krawędź kostalne oraz pterostygma. Wierzch odwłoka jest czarny z jaskrawożółtymi kropkami na niektórych tergitach. Sternity odwłoka są jaskrawożółte. U nasady czarnego pokładełka samicy widnieje rdzawobrązowa kropka.
Owad znany wyłącznie z lokalizacji typowej w okolicy nepalskiego Basielago, gdzie odłowiono go na wysokości około 4000 m n.p.m.